# Bosmina fatalis
Bosmina fatalis är en kräftdjursart som beskrevs av Burckhardt 1924. Bosmina fatalis ingår i släktet Bosmina och familjen Bosminidae. Inga underarter finns listade.